# والتر نائوش
والتر نائوش (آلمانی: Walter Nausch; ۵ فوریهٔ ۱۹۰۷ – ۱۱ ژوئیهٔ ۱۹۵۷) بازیکن و مربی فوتبال اهل اتریش بود.
از باشگاه‌هایی که در آن بازی کرده‌است می‌توان به باشگاه فوتبال آستریا وین و باشگاه ورزشی وینر اشاره کرد.
وی همچنین در تیم ملی فوتبال اتریش بازی کرده‌است.